# Janza Kata
Janza Kata (Budapest, 1972. augusztus 3. –) Jászai Mari-díjas magyar színésznő, musicalénekes.

## Életpályája
Általános iskolás éveiben tagja volt a Magyar Állami Operaház Gyermekkórusának. 1990-ben érettségizett a Veres Péter Gimnázium olasz szakán. 1991-ben a Bergendy Szalonzenekar női szólistájaként tűnt fel.
1994-ben az Eurovíziós Dalfesztivál magyar nemzeti döntőjében 5. helyezést ért el, majd 1995-ben a Rádió Sztárkereső verseny győztese. A kiváló énekesnő tehetsége és munkája elismeréseképpen kapta meg 1996-ban az EMeRTon-díjat, 2006-ban pedig Súgó Csiga díjat kapott. Több rajzfilmhős magyar hangjaként ismerhetjük, valamint számos Disney rajzfilm slágerének előadója.
1997-ben végzett a Gór Nagy Mária Színitanodában.
1996-97 között a székesfehérvári Vörösmarty Színház színésze, majd 1997-től a Budapesti Operettszínház társulatának tagja.
Mindemellett feltűnik még az RTL Klub Barátok közt című sorozatában is, ahol Magdi Anyus és Vili bácsi lányát, Ildikót alakította. 2003 őszén rendszeres szereplője volt a TV2 Dalnokok Ligája című vetélkedősorozatnak. A 2004/2005-ös évad musical színésznőjének választották az Operettszínházban.
Tagja a Budapesti Operettszínház tagjaiból alakult Operett Angyalai formációnak. (További tagok: Siménfalvy Ágota, Szinetár Dóra, Kékkovács Mara)
Nagy színházi szerepei közé sorolható az Elisabeth musical címszerepe, melyet a Budapesti Operetszínházban több, mint 20 évig játszott kimagasló sikerrel. További nagy szerepei közt említhető a Rómeó és Júlia (Capuletné), Rebecca (Mrs. Danvers), Lady Budapest (Lady Asthon), továbbá a Szentivánéji Álomban megformált (Titánia) karaktere. 
Rendszeres színházi és TV szereplései mellett nagy hangsúlyt fektet a vidéki és a határon túli fellépésekre is. A Budapesti Operettszínház nyári szabadtéri előadásainak jóvoltából, a Szegedi Szabadtéri Játékok visszajáró főszereplője (1996 óta), továbbá részt vett a Bajai Szabadtéri Játékok és a Fertőrákosi Barlangszínház előadásaiban is. 
Több, mint 10 éve tagja a KaposMusical rendezvényszervezésnek. Legsikeresebb előadásai: Sisi titkai (Janza Kata, Szabó P. Szilveszter és Dolhai Attila), ABBA SHOW (Janza Kata és Polyák Lilla előadásában), Csak Musical! (Janza Kata és Dolhai Attila előadásában), továbbá az Én vagyok Janza Kata! címet viselő önálló est, ahol humoros beszélgetések és kulisszatitkok mellett, zongora kísérettel csendülnek fel a legnépszerűbb musical dalok. 
2017-ben, mindössze 21 évesen elhunyt az unokaöccse, Janza Richárd ifjúsági világbajnok kajakos és a barátja, miután a budapesti Szentendrei úton egy jobbkormányos Mercedes ittas sofőrje hatalmas sebességgel ütközött a piros lámpánál várakozó autójuknak.
50. születésnapja alkalmából egy nagyszabású életmű koncertet tartott, ahová a szakmai életében jelen lévő összes nagy magyar musical színészt meghívta.

## Családja
Kétszer vált el. Első férje: Pintér Tibor színész, rendező; második férje: Kővári László. Gyermekei: Pintér Janka (első házasságából) és Kővári Samu Richárd.  Élettársa Szerényi László volt, majd évekig élt kapcsolatban Pesák Ádám színésszel.

## Színházi szerepei
A Színházi adattárban regisztrált bemutatóinak száma: 34.
| Darab                                       | Szerep                            | Színház                                                       | Bemutató             | Forrás |
| ------------------------------------------- | --------------------------------- | ------------------------------------------------------------- | -------------------- | ------ |
| Tombol az erény                             | Paulette                          | Veres1 Színház                                                | 2024. február 24.    |        |
| Szép nyári nap                              | Panni néni                        | Veres1 Színház                                                | 2023. április 22.    |        |
| Mr. és Mrs.                                 | Mrs.                              | Art Színtér                                                   | 2022. október 5.     |        |
| A vöröslámpás ház                           | Madame                            | Turay Ida Színház                                             | 2022. október 15.    |        |
| Veszedelmes viszonyok                       | Volangesné                        | Budapesti Operettszínház                                      | 2022. január 28.     |        |
| Vadak Ura -The Covenant                     | Wanda, az orákulum óbagoly        |                                                               | 2021. október 15.    |        |
| Hegedűs a háztetőn                          | Golde                             | Budapesti Operettszínház                                      | 2021. május 25.      |        |
| Nine                                        | Guido anyja / Maia                | Budapesti Operettszínház                                      | 2021. szeptember 24. |        |
| Nikola Tesla - Végtelen energia             | Duka Tesla/Sarah Bernhardt        |                                                               | 2020. február 28.    |        |
| Nők az idegösszeomlás szélén                | Lucia                             | Veres1 Színház                                                | 2021. július 3.      |        |
| Carousel - Liliom                           | Nettie Fowler                     | Budapesti Operettszínház                                      | 2019. április 26.    |        |
| A Pendragon-legenda                         | Elieen St. Claire                 | Budapesti Operettszínház                                      | 2019. május 11.      |        |
| Menopauza                                   | A profi                           | Játékszín                                                     | 2018. október 11.    |        |
| Amerikai komédia                            | Tony                              | a Budapesti Operettszínház előadása az Átrium Film-Színházban | 2014. március 21.    |        |
| Apáca Show                                  | Zárdafőnöknő                      | Szegedi Szabadtéri Játékok                                    | 2018. augusztus 10.  |        |
| A kaktusz virága                            | Stéphanie, Julien asszisztensnője | Sziget Színház                                                | 2010.                | [ 9 ]  |
| A régi nyár                                 | Zsuzsi                            | Ruttkai Éva Színház                                           | 2000. november 22.   | [ 10 ] |
| Cyrano                                      | Roxanne                           | BM Dunapalota színházterme                                    | 2001. október 1.     | [ 11 ] |
| Dorian Gray                                 | Mrs.Vane                          | Budapesti Operettszínház                                      | 2018. február 19.    |        |
| Edda musical – A kör                        | Szalsza                           | Sziget Színház                                                | 2013. május 18.      | [ 12 ] |
| Együtt a banda!                             | N/A                               | Fiatalok Színháza a Stefánián                                 | 2002. április 27.    | [ 13 ] |
| Elfújta a szél                              | Belle Watling                     | Szegedi Szabadtéri Játékok                                    | 2013. július 26.     |        |
| Elfújta a szél                              | Scarlett O'Hara                   | Szegedi Szabadtéri Játékok                                    | 2014. július 18.     |        |
| Elisabeth                                   | Sissy                             | Szegedi Szabadtéri Játékok                                    | 1996. augusztus 17.  | [ 14 ] |
| Elisabeth                                   | Elisabeth                         | Miskolci Nemzeti Színház                                      | 2000. április 7.     | [ 15 ] |
| Elisabeth                                   | Elisabeth                         | Budapesti Operettszínház                                      | 2002. január 25.     | [ 16 ] |
| Elisabeth                                   | Elisabeth                         | Szegedi Szabadtéri Játékok                                    | 2009. augusztus 15.  | [ 17 ] |
| Hair                                        | N/A                               | Vörösmarty Színház                                            | 1996. február 29.    | [ 18 ] |
| Helló! Igen?!                               | A nővér                           | Budapesti Operettszínház                                      | 2004. április 30.    | [ 19 ] |
| Honfoglalás                                 | Réka                              | Sziget Színház                                                | 2011. augusztus 19.  | [ 20 ] |
| Jekyll és Hyde                              | Lucy Harris                       | Thália Színház                                                | 2002. január 11.     | [ 21 ] |
| Jekyll és Hyde                              | Lucy Harris                       | Szegedi Nemzeti Színház                                       | 2002. február 15.    | [ 22 ] |
| Jekyll és Hyde                              | Lucy Harris                       | Győri Nemzeti Színház                                         | 2012. július 6.      | [ 23 ] |
| Jézus Krisztus szupersztár                  | Mária Magdolna (2009-ig)          | Sziget Színház                                                | 2004. december 21.   | [ 24 ] |
| JFK                                         | Marilyn Monroe                    | Margitszigeti Szabadtéri Színpad                              | 1996. augusztus 9.   | [ 25 ] |
| Jövőre, veled, itt!                         | Doris                             | Budapesti Operettszínház                                      | 2005. december 10.   | [ 26 ] |
| Képzelt riport egy amerikai popfesztiválról | N/A                               | Ruttkai Éva Színház                                           | 2002. január 26.     | [ 27 ] |
| Lady Budapest                               | Lady Ashton                       | Budapesti Operettszínház                                      | 2016. október 21.    |        |
| Mágnás Miska                                | Rolla, Korláthyék lánya           | kecskeméti Katona József Színház                              | 2001. október 19.    | [ 28 ] |
| Mozart!                                     | Nannerl                           | Budapesti Operettszínház                                      | 2003. március 22.    | [ 29 ] |
| Mágnás Miska                                | Rolla, Korláthyék lánya           | Kecskeméti Katona József Színház                              | 2001. október 19.    | [ 28 ] |
| Mozart                                      | Nannerl                           | Budapesti Operettszínház                                      | 2003. március 22.    | [ 29 ] |
| Nők az idegösszeomlás szélén                | Lucia                             | Budapesti Operettszínház előadása az Átrium Filmszínházban    | 2016. május 20.      |        |
| Rebecca – A Manderley-ház asszonya          | Mrs. Danvers                      | Budapesti Operettszínház                                      | 2010. március 19.    | [ 30 ] |
| Rómeó és Júlia                              | Capuletné                         | Budapesti Operettszínház                                      | 2004. január 23.     | [ 31 ] |
| Rudolf                                      | Larisch grófnő, Mária barátnője   | Budapesti Operettszínház                                      | 2006. május 26.      | [ 32 ] |
| Rudolf                                      | Larisch grófnő, Mária barátnője   | Szegedi Szabadtéri Játékok                                    | 2006. július 28.     | [ 33 ] |
| Szentivánéji álom                           | Titánia                           | Szegedi Szabadtéri Játékok                                    | 2008. július 25.     | [ 34 ] |
| Szentivánéji álom                           | Titánia                           | Budapesti Operettszínház                                      | 2008. október 16.    | [ 35 ] |
| Szerdán tavasz lesz                         | Dr. Koroda Klára                  | Budapesti Operettszínház                                      | 2010. október 22.    | [ 36 ] |
| Sweet Charity – Szívem csücske              | Ursula Ekberg, Vittorio kedvese   | Budapesti Operettszínház                                      | 2003. november 28.   | [ 37 ] |
| Trója                                       | Helené                            | Sziget Színház                                                | 2010. július 25.     | [ 38 ] |
| Veled Uram!                                 | Ilon, Vászoly felesége            | Budapesti Operettszínház                                      | 2012. március 30.    | [ 39 ] |
| West Side Story                             | Anita                             | Művészetek Palotája                                           | 2008. március 17.    | [ 40 ] |

## Filmjei

### Játékfilmek
- Casting minden (2008) – Lovas felesége
- Örök hűség (2022) – Bor Erzsébet

### Tévéfilmek
- A zöld torony (1985) – Zsuzsa
- Kisváros (1994–1996)
- Barátok közt (1998 említésben; 2000, 2001, 2002, 2004, 2005, 2007, 2009, 2014, 2018, 2020, 2021 ) – Mátyás Ildikó
- A mi kis falunk (2024) – Aranka

## Diszkográfia

### Közreműködik
| Év   | Album                                                           | Dal                            |
| ---- | --------------------------------------------------------------- | ------------------------------ |
| 1991 | Ballagó Idő: 1991                                               | Nem tudom mi történt           |
| 1998 | Kormorán: 1848                                                  | Fa leszek ha fának vagy virága |
| 2003 | Hetedhét mesék – népszerű előadók kedvenc meséi és gyermekdalok | A gomba alatt                  |
| 2004 | Rómeó és Júlia – Operettszínház (magyar nyelvű)                 | Gyűlölet, Holnap, Bűnösök      |
| 2006 | Best Of Musical 1 – A világ legszebb musical slágerei magyarul  | Éjfél (Macskák)                |
| 2009 | Szinetár Dóra & Bereczki Zoltán: Musical Duett koncert          | Vágyom rád                     |
| 2010 | Mága Zoltán: Budapest Újévi Koncert                             | New York, New York             |

## Díjai
- EMeRTon-díj – Az év musical énekesnője (1996)
- Súgó Csiga díj – Az évad musical színésznője (2006)
- Magyar Toleranciadíj (2011)
- Az évad színésznője a Játékszínben (2018)
- Honthy-díj (2022)
- Jászai Mari-díj (2024)

## Szinkronszerepei
- Aladdin (Aladdin) 1992: Jázmin – Lea Salonga
- Aladdin 2: Aladdin és Jafar (The Return of Jafar) 1994: Jázmin
- Az oroszlánkirály (The Lion King) 1994: Szóló ének
- Aladdin 3: Aladdin és a Tolvajok fejedelme (Aladdin and the King of Thieves) 1996: Jázmin
- Herkules (Hercules) 1997: Therpszekhoré – La Chanze
- Malacka a hős (Piglet's Big Movie) 2003: Betétdalok
- Csodacsibe (Chicken Little) 2005: Tőkés Ruci – Joan Cusack
- Micimackó és a Zelefánt (Pooh's Heffalump Movie) 2005: Betétdalok
- Karib-tenger kalózai 2. (Pirates of the Caribbean: Dead Man's Chest) 2006: Giselle
- Barbie és a Gyémántkastély (Barbie and the Diamond Castle) 2008: Lidia
- Volt (Volt) 2008: Betétdalok
- A hercegnő és a béka (The Princess And The Frog) 2009: Eudora
- Ronto Ralph (Ronto Ralph) 2012: Maty
- Repcsik: Mentőalakulat (Planes: Fire & Rescue) 2014: Rigó
- Vaiana (Vaiana) 2016: Sina
- A kis hableány (Ariel) 2023: Ursula
- Volt egyszer egy stúdió 2023: Ursula